# Зарудье (Красиловский район)
Зарудье (укр. Заруддя) — село в Красиловском районе Хмельницкой области Украины. Расположено на правом берегу реки Бужок, левого притока Южного Буга.
Население по переписи 2001 года составляло 124 человека. Почтовый индекс — 31062. Телефонный код — 3855. Занимает площадь 0,765 км². Код КОАТУУ — 6822787403.

## История
С середины XII до середины XIV века территория села Зарудье входила в состав сначала Галицкого княжества, затем Галицко-Волынского. С середины XIV столетия эти земли принадлежали Великому княжеству Литовскому, а с 1434 года стали частью Подольского воеводства Короны Королевства Польского. В первой половине XV века они относились к Летичивскому повяту того же воеводства, а во второй — уже к Меджибожскому.
В 1796 году, согласно указу Сената на территории Подольской губернии создавался Проскуровский уезд, в который вошло и Зарудье. В 1866 году Зарудье перешло в новосозданную Ходьковецкую волость, которая, однако, была ликвидирована в конце XIX века. Село стало частью Проскуровского уезда Пашковецкой волости. С 1923 село входит в Проскуровский район, в 1966 — в Красиловский.
Название села связано с залежами руды, "за рудою".

## Железнодорожная станция
Зарудье — остановочный пункт Жмеринского направления Юго-Западной железной дороги, размещён на участке Староконстантинов I — Гречанка, между остановками Западники (8 км) и разъездом Климашевка (3 км).

## Местный совет
31062, Хмельницкая обл., Красиловский р-н, с. Мытинцы, ул. Ленина